# Peeter Neeffs der Ältere
Peeter Neeffs der Ältere (geboren um 1578 in Antwerpen; gestorben um 1659 [zwischen 1656 und 1661] ebenda) war ein flämischer Architekturmaler.

## Leben
Neeffs soll ein Schüler des Architekturmalers Hendrick van Steenwyck des Älteren gewesen sein, war seit 1605 nachweislich als Maler tätig und wurde 1609 als Freimeister in die Lukasgilde zu Antwerpen aufgenommen. 1612, in dem Jahr, in dem er heiratete, schuldete er der Gilde noch immer 23 Gulden.
Er galt als Meister der Perspektive und malte zahlreiche Kircheninterieurs, insbesondere die Innenräume der Antwerpener Kathedrale, aber auch Gefängnisse und Gewölbe bei Tageslicht, bei Kerzenschein oder in Fackelbeleuchtung. Neeffs signierte mit Nefs, Neffs, Neeffs und Neefs. Seine zahlreichen Bilder im Louvre zu Paris, in der Pinakothek zu München, im Museum zu Gent, in der Galerie zu Dresden u. a. O., meist innere Ansichten von Kirchen, deren Dunkel durch Fackeln und Kerzen erhellt wird, sind ausgezeichnet in der Luft- und Linienperspektive sowie in den Lichteffekten. Die Behandlung ist sehr fein und sauber, jedoch nicht ohne Härte. Die Staffage malten ihm oft Frans Francken, Teniers, Pieter Bruegel und Theodoor van Thulden. Von ihm sind viele Werke überliefert.
Seine Gemälde sind von denen seines gleichnamigen Sohnes kaum zu unterscheiden, da sie in sehr ähnlicher Art malten und vermutlich bei einigen Werken gemeinschaftlich arbeiteten. In der Auswahl der Themen und der Ausführung folgte er dem Vorbild Steenwycks. Das genaue Sterbedatum ist unbekannt. Sein Name wurde zuletzt am 26. Februar 1656 in einer Urkunde erwähnt und Cornelis de Bie gab an, dass er 1661 zu den bereits verstorbenen Künstlern gehörte. Da aber auch sein Sohn mit seinem vollen Namen Peeter Neeffs signierte, ist nicht klar, von wem die bekannten Werke stammen. Vermutet wird, dass alle Werke, die vor 1637 entstanden, von ihm sind und Werke nach 1656, insbesondere eines mit der Jahreszahl 1675, von seinem Sohn stammen.

## Werke (Auswahl)
- Innenansicht einer Gotischen Kirche
- Abendmesse in einer Gotischen Kirche bei Nacht Kunsthistorisches Museum, Wien

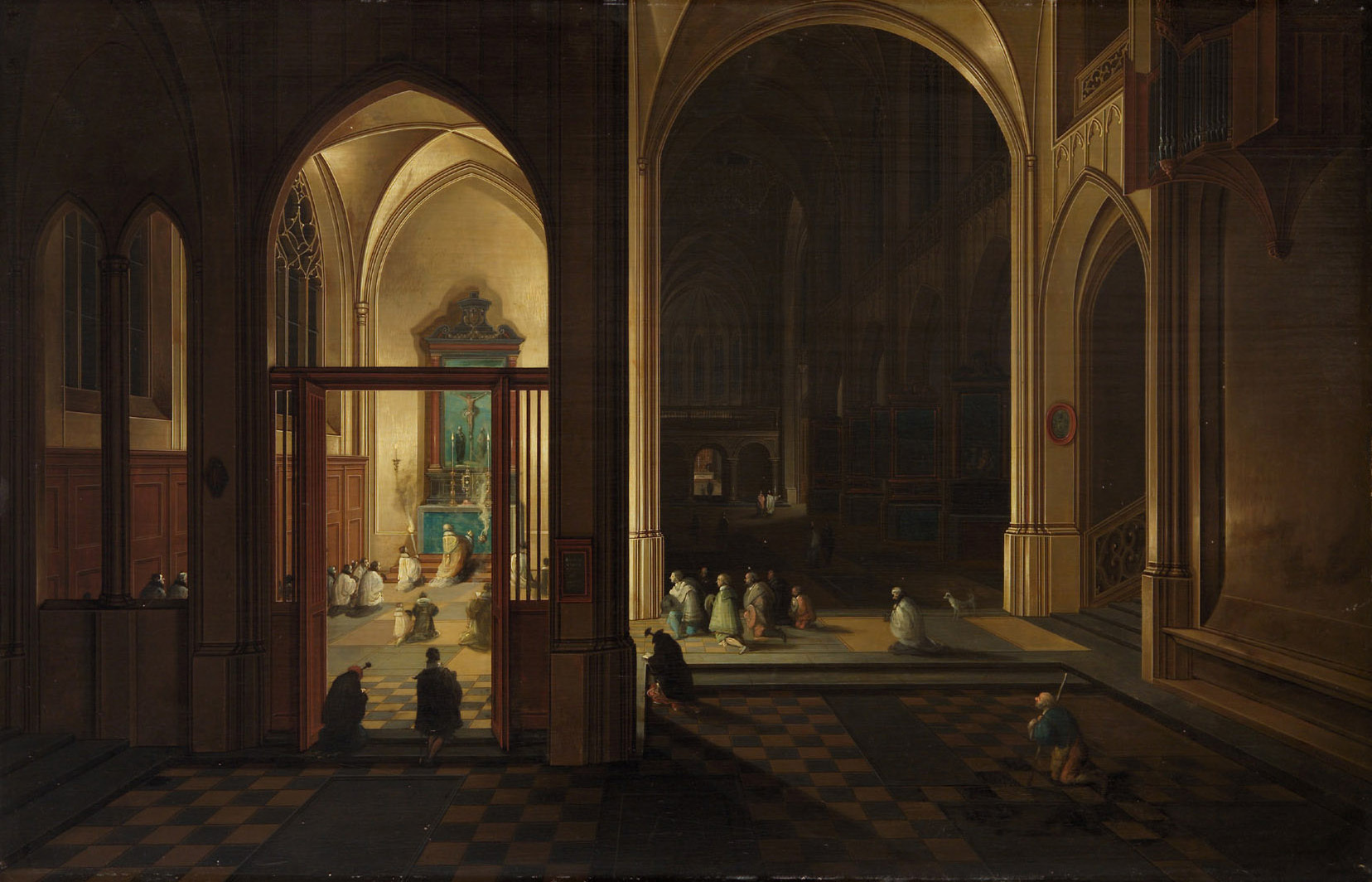
Abendmesse in einer gotischen Kirche
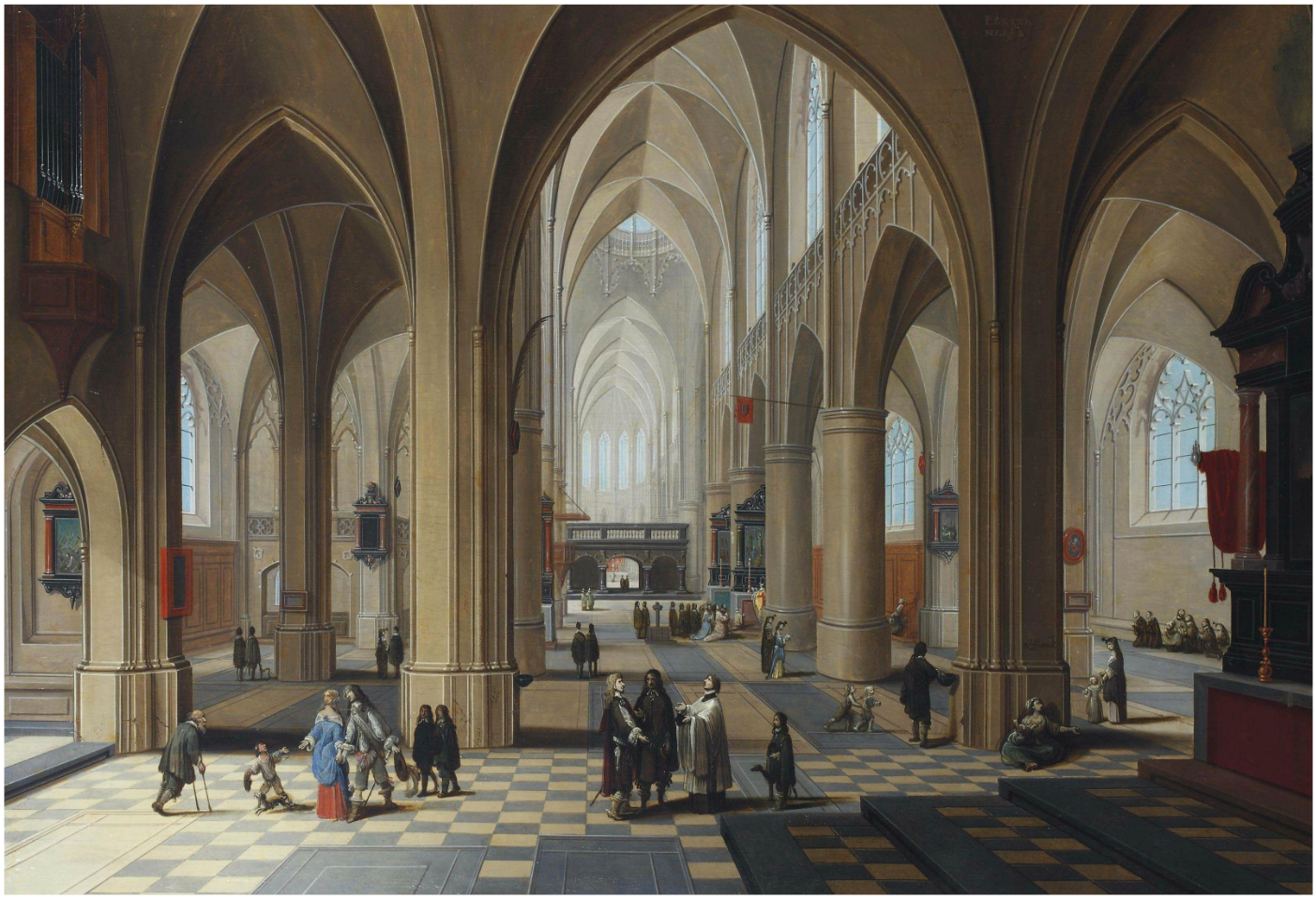
Das Innere einer gotischen Kirche bei Tag

## Familie
Neeffs war seit dem 30. April 1612 mit Maria (geborene Lauterbeens oder Louterbeens; † 1655) verheiratet, mit der er fünf Kinder, davon mindestens zwei Söhne hatte:
- Magdalena Neeffs (geboren oder getauft am 11. Oktober 1614) Willem Neeffs, der 1609 ein Schüler der Hendrik van Baien dem älteren wurde, war ihr Taufpate, daher wohl ein Bruder des Vaters.[2]
- Lodewyck (Lodewijk) Neeffs (getauft am 22. Januar 1617 – ?) war Maler und Klosterbruder. Er signierte seine Werke mit „Frater Lodevicus Neeffs“
- Peeter Neeffs der Jüngere (getauft am 23. Mai 1620 – ca. 1675)[3] war Schüler von Hendrick van Steenwyck dem Jüngeren, blühte um 1650–1660 und malte in derselben Art. Seine Gemälde sind von denen des Vaters schwer zu unterscheiden. ⚭ am 8. August 1649 mit Marie Neeffs.